# Resto qui
Resto qui è un romanzo dello scrittore italiano Marco Balzano, pubblicato nel 2018.

## Personaggi e trama
Lo scrittore Marco Balzano racconta la vita che si conduceva in una terra di confine come l'Alto Adige durante il ventennio fascista e negli anni del dopoguerra. 
In quel periodo la politica nazionale italiana porta ad italianizzare i nomi dei paesi, delle strade, persino le scritte sulle lapidi dei defunti, arrivando anche a cacciare gli insegnanti tedeschi dalle scuole del luogo rimpiazzandoli con italiani quasi analfabeti.
Trina, la protagonista del romanzo, non accetta però passivamente la situazione, continuando a insegnare tedesco ai bambini in scuole abusive nonostante venga ripetutamente arrestata dai carabinieri. Inoltre convincerà la sua migliore amica ad insegnare, ma questa verrà arrestata ed esiliata in Sicilia; Trina proverà rimorso per il resto della vita. Trina dopo essersi sposata ed aver perduto la figlia scappata con gli zii, durante la guerra fuggirà sui monti vicini col marito disertore.
Nel romanzo Resto qui i protagonisti si oppongono con forza, anche se con scarso successo, ai mutamenti ambientali e sociali che vuole imporre la dittatura di Mussolini e in seguito la Repubblica italiana.
Il romanzo è stato tradotto o è in corso di traduzione in Francia, Germania, Spagna, Olanda, Regno Unito, Lituania, Israele, Cina, Stati Uniti, Islanda, Repubblica Ceca, Russia.

## Ispirazione
Balzano racconta di essere stato ispirato dalla vista del campanile che ancora oggi emerge dal Lago di Resia.

## Vicenda storica
Nel 1950 il paese di Curon, malgrado le proteste degli abitanti, venne prima evacuato e poi sommerso da un lago artificiale per la produzione di energia elettrica. Rimase a testimonianza di quell'evento solo il campanile della chiesa di Santa Caterina, mentre la stessa chiesa fu rasa al suolo.

## Documentario
Il regista Georg Lembergh ha realizzato nel 2018 un film documentario, Il paese sommerso (Das versunkene Dorf), sullo stesso tema, ma nel caso specifico il regista ha puntato maggiormente l'attenzione sugli aspetti storici, sociali ed umani.

## Premi e riconoscimenti
Resto qui si classifica secondo al Premio Strega, vince il Premio Isola d'Elba - Raffaello Brignetti, il Premio Speciale Dolomiti Unesco, il Premio Viadana, il Premio Asti Corte d'Appello, il Premio Mario Rigoni Stern, il Premio Bagutta 2019 e il Prix Méditerranée étranger.

## Edizioni
- Marco Balzano, Resto qui, Torino, Einaudi, 2018, OCLC 1066087149, SBN RAV2071405.
- (DE) Marco Balzano, Ich bleibe hier, traduzione di Maja Pflug, Zürich (Zurigo), Diogenes Verlag, 2020, ISBN 3257071213, OCLC 1128105375.
- (EN) Marco Balzano, I'm staying here, traduzione di Jill Foulston, London (Londra), Head of Zeus, 2020, ISBN 9781789545098, OCLC 1157184218.